# Štitáre
Štitáre é um município da Eslováquia, situado no distrito de Nitra, na região de Nitra. Tem 7,49 km² de área e sua população em 2018 foi estimada em 954 habitantes.

## Demografia
| Ano:        | 1994 | 2004 | 2014    | 2024    |
| ----------- | ---- | ---- | ------- | ------- |
| Broj ljudi: | 0    | 619  | 797     | 1263    |
| Razlika:    |      | –    | +28,75% | +58,46% |

| Ano:               | 2023 | 2024   |
| ------------------ | ---- | ------ |
| Número de pessoas: | 1234 | 1263   |
| Diferença:         |      | +2,35% |